# Fort de Blénod
Le fort de Blénod-lès-Toul est un ouvrage fortifié de la place forte de Toul, érigé entre 1874 et 1879 à Blénod-lès-Toul, dans la région française de la Lorraine.
Il est situé dans le bois de Sorvigne, à 411 mètres d'altitude.

## Le fort originel

### Dates de construction (1874-1879)
- Ordre d'étude de l'ouvrage : 6 mars 1878
- Approbation du projet par le ministre : 22 février 1879
- Adjudication des travaux : 4 novembre 1878
- Décret d'utilité publique et d'urgence : 4 décembre 1874
- Commencement des travaux : 15 mars 1879
- Achèvement de l'ouvrage : 31 décembre 1883

### Coût estimatif de l'ouvrage
Le montant total est estimé à 919 000 francs :
- Acquisitions : 19 000 F ;
- Travaux : 900 000 F.

### Armement
L'armement total s'établit à 18 pièces d'artillerie. Le fort disposait dans ses magasins de 67 tonnes de poudre et de 165 000 cartouches.
- Pièces sous tourelle : néant
- Pièces sous casemate : néant
- Pièces de rempart : 10
- Mortiers :
- Pièces de flanquement :  8

### Casernement
Le fort pouvait accueillir 268 hommes. Une infirmerie pour 20 hommes était présente. L'approvisionnement en eau était assuré par deux citernes pour une contenance totale de 550 m3. Le fort possédait deux fours de 250 rations.
- Officiers : 6
- Sous-officiers : 10
- Soldats : 252

## La modernisation
Construction d'une caserne en béton spécial en 1889.

### Programme 1900
- Restructuration complète du fort : 1905-1911
- Armement : une tourelle de 75, une casemate de Bourges, trois observatoires cuirassés et deux tourelles mitrailleuses

### Garnison et armement en 1914
- 1/2 compagnie d'infanterie (169e régiment d'infanterie). L'ouvrage disposait de 205 places protégées dans les casemates, 268 places non protégées.
- 128 artilleurs (6e régiment d'artillerie à pied). Outre l'armement sous tourelle, quatre canons revolvers et quatre canons de 12 culasse pour la défense des coffres, deux mortiers de 22, quatre mortiers de 15 et deux canons de 90.

## État actuel
À l'abandon et en friche, cuirassements démantelés et envoyés à la ferraille. La création d'un jardin expérimental sur le site est proposée en 1998 mais le fort est racheté à l'armée en 2010 et est désormais une propriété privée.
Depuis[Quand ?], il a été reconverti en terrain de paint-ball par une équipe qui restaure et entretient le lieu. En avril 2016, une activité d'escape game ouvre ses portes dans les pièces de l'ancien fort. Des opérations d'airsoft y sont parfois organisées.

### Sites Internet
- Le fort de Blenod Fortif'Sere
- « Paintball Nancy - Toul Fort-Paint », sur fort-paint.fr via Wikiwix (consulté le 31 décembre 2023)
- « Nancy - France », sur nancy-fort-escape (consulté le 31 décembre 2023)
- « AIRSOFT CONTACT », sur airsoft-contact.net (consulté le 31 décembre 2023)